# Santiago de Querétaro
Santiago de Querétaro – miasto w środkowym Meksyku, na obszarze Mesy Centralnej, na wysokości 1865 metrów. Jest największym miastem i stolicą stanu Querétaro. Około 842 tys. mieszkańców. Zabytkowe centrum miasta zostało w 1996 roku wpisane na listę światowego dziedzictwa UNESCO. Ponadto jest jednym z najszybciej rosnących miast w Meksyku, głównie ze względu na rozwijający się przemysł maszynowy, chemiczny i papierniczy.

## Zabytki
- katedra z XVI wieku
- kościół Santa Rosa de Viterbo
- kościół i klasztor San Agustín
- kościół San Francisco
- kościół Neptuna
- akwedukt

## Galeria zdjęć

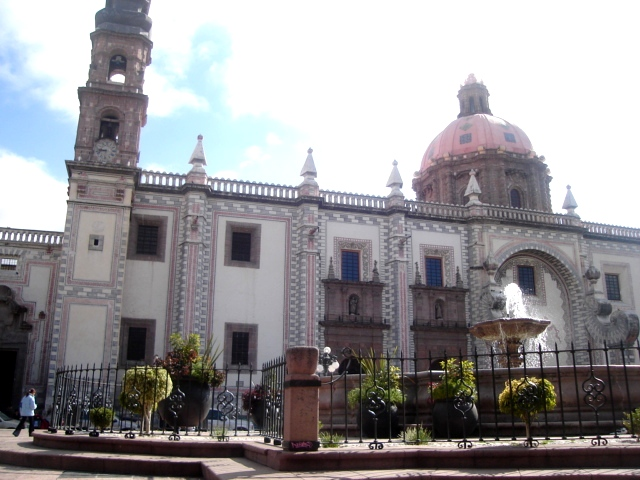
Kościół Santa Rosa de Viterbo
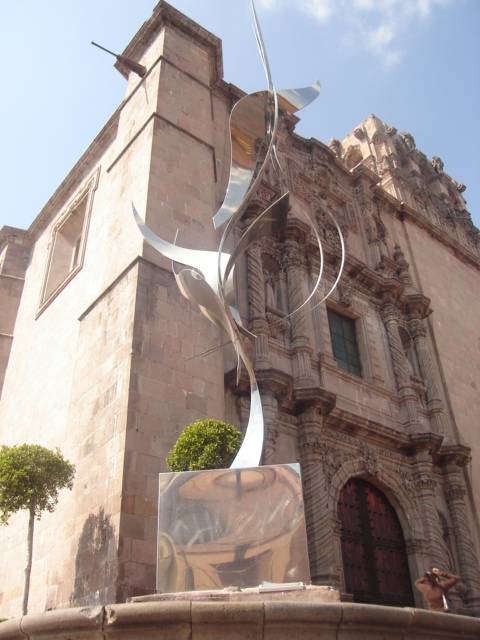
Kościół San Agustín
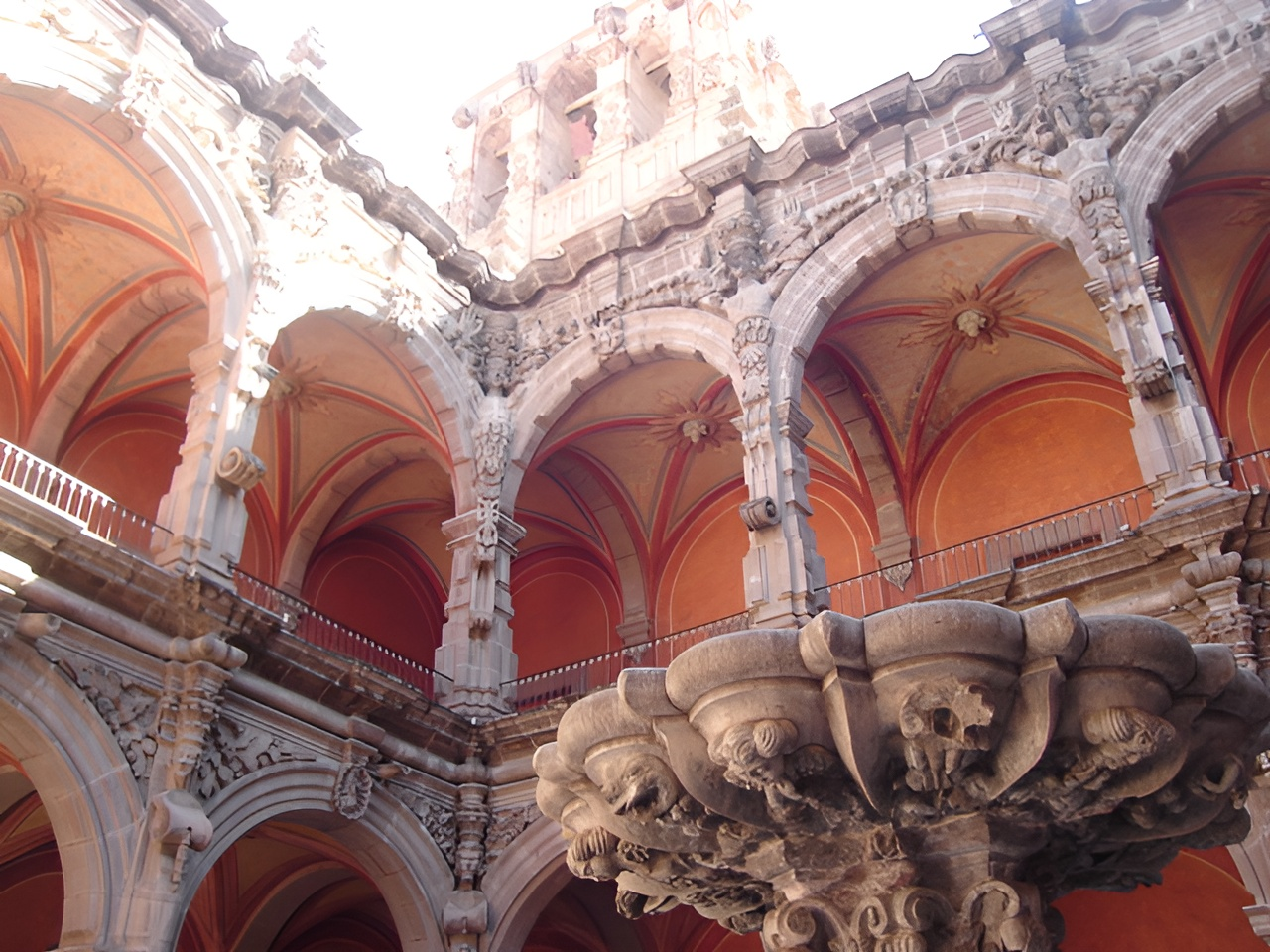
Klasztor San Agustín
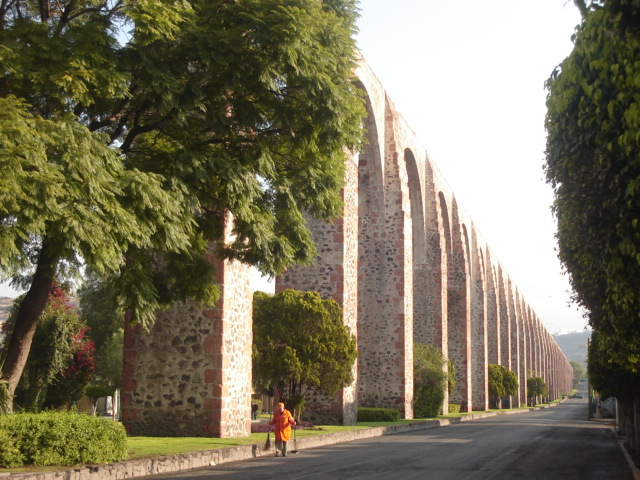
Akwedukt

## Miasta partnerskie
- Santiago (Chile)
- Santiago de Compostela (Hiszpania)
- Santiago de Cuba (Kuba)
- Xalapa-Enríquez (Meksyk)
- Orange (Stany Zjednoczone)
- Holland (Stany Zjednoczone)
- Bakersfield (Stany Zjednoczone)